# Feestdagen in de Volksrepubliek China en Taiwan
De feestdagen van de Volksrepubliek China worden vooral gevierd door bijna alle Chinezen.
Er zijn zes feestdagen die in Volksrepubliek China gevierd worden, zes feestdagen die op Republiek China (Taiwan) gevierd worden en zeven feestdagen die in Volksrepubliek China en in Taiwan (ROC) gevierd worden.
Hier volgt een lijst met de belangrijkste Chinese feestdagen:
| Feestdagen in het Nederlands                      | Feestdagen in het Vereenvoudigd Chinees | Feestdagen in het Traditioneel Chinees | Datum                           | Bijzonderheden |
| ------------------------------------------------- | --------------------------------------- | -------------------------------------- | ------------------------------- | --- |
| Nieuwjaar                                         | 新年(元旦)                              | 新年(元旦)                             | 1 januari                       | |
| Chinees Nieuwjaar                                 | 旧年(春节/中国年)                       | 舊年(春節/中國年)                      | 1 januari van maankalender      | tien officiële vrije dagen in Volksrepubliek China, drie in Hongkong en Macau                                         |
| Chuxi                                             | 除夕                                    | 除夕                                   | laatste dag van de maankalender | |
| Lantaarnfeest                                     | 元宵节                                  | 元宵節                                 | 15 januari van de maankalender  | |
| Internationale Vrouwendag                         | 国际妇女节                              | 國際婦女節                             | 8 maart                         | |
| Jongerendag                                       | 青年节                                  | 青年節                                 | 29 maart                        | Alleen in Taiwan |
| Kinderdag                                         | 儿童节                                  | 兒童節                                 | 4 april                         | Alleen in Taiwan |
| Qingmingfestival                                  | 清明节                                  | 清明節                                 | 4/5 april                       | Alleen op het Vasteland van China, Hongkong en Macau                                                                  |
| Dag van de Arbeid                                 | 劳动节                                  | 勞動節                                 | 5 april van de maankalender     | drie officiële vrije dagen in Volksrepubliek China                                                                    |
| Jongerendag                                       | 青年节                                  | 青年節                                 | 4 mei                           | Alleen op het Vasteland van China                                                                                     |
| Drakenbootfeest                                   | 端午节                                  | 端午節                                 | 5 mei van maankalender          | |
| Internationale Kinderdag                          | 儿童节                                  | 兒童節                                 | 1 juni                          | Alleen op het Vasteland van China                                                                                     |
| Verjaardag van de Communistische Partij van China | 中共诞辰纪念日                          | 中共誕辰紀念日                         | 1 juli                          | Alleen op het Vasteland van China                                                                                     |
| Qixifeest/Eksterfestival                          | 七夕                                    | 七夕                                   | 7 juli van de maankalender      | |
| Legerdag                                          | 军人节                                  | 軍人節                                 | 1 augustus                      | Alleen op het Vasteland van China                                                                                     |
| Midherfstfestival                                 | 中秋节                                  | 中秋節                                 | 15 augustus van maankalender    | |
| Legerdag                                          | 军人节                                  | 軍人節                                 | 3 september                     | Alleen in Taiwan |
| Chongyangfestival                                 | 重阳节                                  | 重阳節                                 | 9 september van maankalender    | |
| Lerarendag                                        | 教师节                                  | 教師節                                 | 10 september                    | Alleen op het Vasteland van China                                                                                     |
| Lerarendag                                        | 教师节                                  | 教師節                                 | 28 september                    | Alleen in Taiwan, om de verjaardag van Confucius te vieren                                                            |
| Nationale dag van de Volksrepubliek China         | 国庆节                                  | 國慶節                                 | 1 oktober                       | Alleen op het Vasteland van China, drie officiële vrije dagen in Volksrepubliek China en in Hongkong en Macau één dag |
| Dubbel Tienfestival                               | 国庆日                                  | 國慶日                                 | 10 oktober                      | Alleen in Taiwan |
| V-dag                                             | 台湾光复节                              | 臺灣光復節/台灣光復節                  | 25 oktober                      | Alleen in Taiwan |
| Labafestival                                      | 腊八节                                  | 臘八節                                 | 8 december van de maankalender  | |
| Kerstmis                                          | 圣诞节                                  | 聖誕節                                 | 25 december                     | Alleen in Macau, Taiwan en Hongkong                                                                                   |

## Traditionele Chinese feestdagen en datum in deChinese kalender

### Eerste maand
- Chinees Nieuwjaar - 1e dag van de eerste maand
- Verjaardag van Maitreya - 1e dag van de eerste maand
- Offeringsdag aan de hemel voor het voorgaande jaar (天臘之辰) - 1e dag van de eerste maand
- Verjaardag van de kip - 1e dag van de eerste maand
- Verjaardag van Che Gong - 2e dag van de eerste maand
- Verjaardag van de hond - 2e dag van de eerste maand
- Verjaardag van Sun Zhenren (孫真人誕) - 3e dag van de eerste maand
- Verjaardag van de varken - 3e dag van de eerste maand
- Verjaardag van Zhutong guniang (箸筒姑娘誕) - 4e dag van de eerste maand
- Verjaardag van de schaap - 4e dag van de eerste maand
- Offeringsdag aan Cai Shen om hem te verwelkomen - 5e dag van de eerste maand
- Verjaardag van de os - 5e dag van de eerste maand
- Verjaardag van de paard - 6e dag van de eerste maand
- Verjaardag van de kip - 1e dag van de eerste maand
- Verjaardag van de mens - 7e dag van de eerste maand
- Verjaardag van de Tarwekoning (穀王誕) - 8e dag van de eerste maand
- Verjaardag van de tarwe - 8e dag van de eerste maand
- Verjaardag van de Jadekeizer (玉皇誕) - 9e dag van de eerste maand
- Verjaardag van de hemel - 9e dag van de eerste maand
- Verjaardag van Tu Shen (土神誕) - 10e dag van de eerste maand
- Verjaardag van de aarde - 10e dag van de eerste maand
- Verjaardag van Wen Xu er gong (溫許二公誕) - 13e dag van de eerste maand
- Verjaardag van Shangyuan Tianguan (上元天官誕) - 15e dag van de eerste maand
- Lantaarnfestival - 15e dag van de eerste maand
- Verjaardag van Suijing Bo (綏靖伯誕) - 16e dag van de eerste maand
- Verjaardag van Menguan en Tudi (门官土地誕) - 19e dag van de eerste maand
- Verjaardag van Zhaocaitongzi (照财童子誕) - 20e dag van de eerste maand
- Verjaardag van Biyou Cai Shen (庇佑财神誕) - 26e dag van de eerste maand

### Tweede maand
- Offeringsdag aan de zon (太陽陞殿之辰勾陳誕) - 1e dag van de tweede maand
- Offeringsdag aan de Eerste Hal Van De Tempel (初殿誕) - 1e dag van de tweede maand
- Verjaardag van Tudi Gong - 2e dag van de tweede maand
- Verjaardag van Mencius - 2e dag van de tweede maand
- Longtaitou - 2e dag van de tweede maand
- Verjaardag van Wen Chang (文昌誕) - 3e dag van de tweede maand
- Verjaardag van Donghua (東華誕) - 6e dag van de tweede maand
- Offeringsdag aan de Derde Hal Van De Tempel (三殿誕) - 8e dag van de tweede maand
- Verjaardag van Hong Sheng (洪聖誕) - 13e dag van de tweede maand
- Verjaardag van Laozi (太上老君誕) - 15e dag van de tweede maand
- Verjaardag van Yue Shuai (岳帥誕) - 15e dag van de tweede maand
- Offeringsdag aan de Vierde Hal Van De Tempel (四殿誕) - 18e dag van de tweede maand
- Verjaardag van Guanyin/Avalokiteśvara - 19e dag van de tweede maand
- Verjaardag van Bei Di (玄天上帝誕) - 25e dag van de tweede maand

### Derde maand
- Offeringsdag aan de Tweede Hal Van De Tempel (二殿誕) - 1e dag van de derde maand
- Shangsi - 3e dag van de derde maand
- Verjaardag van Bei Di (玄天上帝誕) - 3e dag van de derde maand
- Verjaardag van Zhang Wangye (张王爷誕) - 4e dag van de derde maand
- Verjaardag van Changlao (长老誕) - 6e dag van de derde maand
- Offeringsdag aan de Zesde Hal Van De Tempel (四殿誕) - 8e dag van de derde maand
- Verjaardag van Tu Shen (土神誕) - 10e dag van de derde maand
- Verjaardag van Zhongyang Wudao (中央五道誕) - 12e dag van de derde maand
- Verjaardag van Yiling (医灵誕) - 15e dag van de derde maand
- Verjaardag van Xuantan (玄檀誕) - 15e dag van de derde maand
- Verjaardag van Zhunti Bodhisattva (准提誕) - 16e dag van de derde maand
- Verjaardag van Zhongyue (中岳誕) - 18e dag van de derde maand
- Verjaardag van de Zon (太阳誕) - 19e dag van de derde maand
- Verjaardag van Tianhou - 23e dag van de derde maand
- Verjaardag van Che Gong/Che Da Yuanshuai (车大元帅誕) - 27e dag van de derde maand
- Verjaardag van Changjie Xianshi (倉頡先師誕) - 28e dag van de derde maand

### Vierde maand
- Verjaardag van Badian Daoshi Wang (八殿都市王誕) - 1e dag van de vierde maand
- Verjaardag van Manjushri - 4e dag van de vierde maand
- Verjaardag van Sanjie (三界誕) - 8e dag van de vierde maand
- Verjaardag van Jiu Dian Pingdeng Wang (九殿平等王誕) - 8e dag van de vierde maand
- Offeringsdag aan de zee - 8e dag van de vierde maand
- Vesak/verjaardag van Sakyamuni Boeddha - 8e dag van de vierde maand
- Verjaardag Tan Gong - 8e dag van de vierde maand
- Verjaardag van Tu Shen (土神誕) - 10e dag van de vierde maand
- Verjaardag van Lü Dongbin/Lüzu (吕祖誕) - 14e dag van de vierde maand
- Verjaardag van Zhong Lixian (钟离仙誕) - 15e dag van de vierde maand
- Verjaardag van Jin Hua (金花誕) - 17e dag van de vierde maand
- Verjaardag van Hua Tuo (华佗誕) - 18e dag van de vierde maand
- Verjaardag van Zi Wei (紫微誕) - 18e dag van de vierde maand
- Verjaardag van Song Sheng Sima (送生司马誕) - 18e dag van de vierde maand
- Verjaardag van Ooglicht Boeddha (眼光佛誕) - 20e dag van de vierde maand
- Verjaardag van Jiang Gong (蒋公誕) - 26e dag van de vierde maand
- Verjaardag van Yao Wang/Medicijngod (药王誕) - 28e dag van de vierde maand

### Vijfde maand
- Qingmingfestival (deze wordt altijd op 4 of 5 mei van de gregoriaanse kalender gehouden)
- Verjaardag van Nanji Da Di (南极大帝誕) - 1e dag van de vijfde maand
- Offeringsdag aan de aarde voor het voorgaande jaar (地臘之辰) - 5e dag van de vijfde maand
- Drakenbootfeest - 5e dag van de vijfde maand
- Verjaardag van Yuecheng Longmu (悅城龍母誕) - 8e dag van de vijfde maand
- Verjaardag van Tu Shen (土神誕) - 10e dag van de vijfde maand
- Verjaardag van Cheng Huang (城隍誕) - 11e dag van de vijfde maand
- Verjaardag van Bingling Gong (丙灵公誕) - 12e dag van de vijfde maand
- Verjaardag van Prins Guan Ping (關平太子誕) - 13e dag van de vijfde maand
- Verjaardag van Tiandizaohuazhishenrulai Boeddha (天地造化之神如來佛誕) - 16e dag van de vijfde maand
- Verjaardag van Zhang Tianshi (张天师誕) - 16e dag van de vijfde maand
- Verjaardag van Laomu Niangniang (老母娘娘誕) - 18e dag van de vijfde maand
- Verjaardag van Danyang Ma Zhenren (丹阳马真人誕) - 20e dag van de vijfde maand
- Verjaardag van Xuweixian Wang (许威顯王誕) - 29e dag van de vijfde maand

### Zesde maand
- Verjaardag van Wei Tuo (韦陀誕) - 1e dag van de zesde maand
- Dag van wassen en drogen - 6e van de zesde maand
- Verjaardag van Yangsi Jiangjun (杨四将军誕) - 6e dag van de zesde maand
- Verjaardag van Cui Panguan 崔判官誕) - 6e dag van de zesde maand
- Verjaardag van Liu Haixian (刘海仙誕) - 10e dag van de zesde maand
- Verjaardag van Peng Zu (彭祖誕) - 12e dag van de zesde maand
- Verjaardag van Jing Quan/God van de putten en bronnen (井泉誕) - 12e dag van de zesde maand
- Verjaardag van Lu Ban/God van de houtbewerkers (鲁班誕) - 13e dag van de zesde maand
- Gedenkdag dat Guanyin een bodhisattva - 19e van de zesde maand
- Verjaardag van Ma Wang (马王誕) - 23e dag van de zesde maand
- Verjaardag van Guan Di (关帝誕) - 24e dag van de zesde maand
- Verjaardag van God van het vuur (火神誕) - 24e dag van de zesde maand
- Verjaardag van Wanglingguan (王灵官誕) - 24e dag van de zesde maand
- Verjaardag van Wulei Shen (五雷神誕) - 24e dag van de zesde maand
- Verjaardag van He He er xian (和合二仙誕) - 24e dag van de zesde maand
- Verjaardag van Yang Zhenjun (杨真君誕) - 26e dag van de zesde maand
- Verjaardag van Tianshu (天樞誕) - 29e dag van de zesde maand

### Zevende maand
- Verjaardag van Laozi/Taishang Laojun (太上老君誕) - 1e dag van de zevende maand
- Verjaardag van Kang Gong (康公誕) - 7e dag van de zevende maand
- Verjaardag van Qigong Xiannv Xiajiang Kuixing (七宫仙女下降魁星誕) - 7e dag van de zevende maand
- Eksterfestival - 7e dag van de zevende maand
- Verjaardag van Changchun Zhenren (长春真人誕) - 12e dag van de zevende maand
- Verjaardag van Zhongyuanguan (中元官誕) - 15e dag van de zevende maand
- Verjaardag van Lingjijun (灵济君誕) - 15e dag van de zevende maand
- Ullambana (于兰盆) - 15e dag van de zevende maand
- Verjaardag van Wangmu (王母誕) - 18e dag van de zevende maand
- Verjaardag van Lingjijun (张王爷誕) - 20e dag van de zevende maand
- Verjaardag van Lingjijun (普庵誕) - 21e dag van de zevende maand
- Verjaardag van Cai Shen/Caiboxingjun (财帛星君誕) - 22e dag van de zevende maand
- Verjaardag van Cheng Huang (城隍誕) - 22e dag van de zevende maand
- Verjaardag van Zaosheng (藻圣誕) - 22e dag van de zevende maand
- Verjaardag van Ksitigarbha Bodhisattva - 30e dag van de zevende maand

### Achtste maand
- Verjaardag van Xu Zhenjun (许真君誕) - 1e dag van de achtste maand
- Verjaardag van Jinjia Shen (金甲神誕) - 1e dag van de achtste maand
- Verjaardag van She Wang (社王誕) - 2e dag van de achtste maand
- Verjaardag van Zao Jun (灶君誕) - 3e dag van de achtste maand
- Verjaardag van Beidou Xiajiang (北斗下降誕) - 3e dag van de achtste maand
- Verjaardag van Leisheng (雷声誕) - 5e dag van de achtste maand
- Verjaardag van Beiyue (北岳誕) - 10e dag van de achtste maand
- Midherfstfestival - 15e dag van de achtste maand
- Verjaardag van Godin van de maan/Chang'e (太阴誕) - 15e dag van de achtste maand
- Verjaardag van Sun Wukong/Qitiandasheng (齐天大圣誕) - 16e dag van de achtste maand
- Verjaardag van Zhu Yuanshuai (朱元帅誕) - 16e dag van de achtste maand
- Verjaardag van Dipankara Boeddha (燃燈佛誕) - 22e dag van de achtste maand
- Verjaardag van Taoyexian/God van de metaalsmelters (陶冶仙誕) - 24e dag van de achtste maand
- Verjaardag van zon (太阳誕) - 25e dag van de achtste maand
- Verjaardag van Confucius (孔夫子誕) - 27e dag van de achtste maand

### Negende maand
- Gedenkdag van Nandou Xiajiang (南斗下降) - 1e dag van de negende maand
- Gedenkdag van Beidou Jiuhuang Jiangshi (北斗九皇降世) - 1e tot 9e dag van de negende maand
- Verjaardag van Doumu (斗母誕) - 9e dag van de negende maand
- Chongyangfestival - 9e dag van de negende maand
- Gedenkdag van Guan Di's Hemelvaart (關帝飛誕) - 9e dag van de negende maand
- Verjaardag van Suijing Bo (綏靖伯神誕) - 9e dag van de negende maand
- Verjaardag van Zhao Dayuanshuai (赵大元帅誕) - 15e dag van de negende maand
- Verjaardag van Jinlong Wang (金龙王誕) - 17e dag van de negende maand
- Verjaardag van Xianfeng (先鋒誕) - 17e dag van de negende maand
- Verjaardag van Zhaocaitongzi (招财童子誕) -17e dag van de negende maand
- Verjaardag van Cangshengxianshi (倉聖先師誕) - 18e dag van de negende maand
- Gedenkdag dat Guanyin een lid van de sangha werd - 19e van de negende maand
- Verjaardag van Huaguangdadi/God van de operaspelers (华光大帝誕) - 28e dag van de achtste maand
- Verjaardag van Bhaisajyaguru Boeddha - 30e van de negende maand

### Tiende maand
- Vooroudervereringsdag - 1e dag van de tiende maand
- Verjaardag van Dongyue (东岳誕) - 1e dag van de tiende maand
- Verjaardag van Zhou Jiangjun (周将军誕) - 2e dag van de tiende maand
- Verjaardag van Ermao Zhenjun (二茅真君誕) - 3e dag van de tiende maand
- Verjaardag van Bodhidharma (达摩誕) - 5e dag van de tiende maand
- Verjaardag van Tiancaozhusi (天曹诸司誕) - 6e dag van de tiende maand
- Verjaardag van Huagong Huapo (花公花婆誕) - 10e dag van de tiende maand
- Verjaardag van Doushen Liu Shizhe (痘神刘使者誕) - 15e dag van de tiende maand
- Verjaardag van Wen Yuanshuai (温元帅誕) - 15e dag van de tiende maand
- Xiayuan - 15e dag van de tiende maand
- Verjaardag van Shuiguan - 15e dag van de tiende maand
- Verjaardag van Wushan Niangniang (巫山娘娘誕) - 16e dag van de tiende maand
- Verjaardag van Xujingtianshi (虚靖天师誕) - 20e dag van de tiende maand
- Verjaardag van Wuyue (五岳誕) - 27e dag van de tiende maand
- Verjaardag van Zi Wei (紫微誕) - 27e dag van de tiende maand
- Verjaardag van Zhou Jiangjun (周将军誕) - 30e dag van de tiende maand

### Elfde maand
- Verjaardag van Confucius (大成孔子誕) - 4e dag van de elfde maand
- Verjaardag van Jadekeizer (玉皇大帝誕) - 6e dag van de elfde maand
- Verjaardag van Xiyue (西岳誕) - 6e dag van de elfde maand
- Verjaardag van Taiyitianzun (太乙天尊誕) - 11e dag van de elfde maand
- Verjaardag van Amitabha Boeddha - 17e van de elfde maand
- Verjaardag van Jiulian Bodhisattva (九莲菩萨誕) - 19e dag van de elfde maand
- Verjaardag van Youriguangtianzi (又日光天子誕) - 19e dag van de elfde maand
- Verjaardag van Songzi Zhang Xian (送子张仙誕) - 23e dag van de elfde maand
- Gedenkdag van You Nandou Xingjun Xiajiang (又南斗星君下降) - 23e dag van de elfde maand
- Verjaardag van Pu'an Zushi (普庵祖师誕) - 27e dag van de elfde maand

### Twaalfde maand
- Dongzhi (deze wordt altijd op 20 of 21 december van de gregoriaanse kalender gehouden)
- Verjaardag van Wang Hou (王侯臘之辰) - 8e dag van de elfde maand
- Labafestival - 8e dag van de twaalfde maand
- Verjaardag van Wen Yuanshuai (温元帅誕) - 15e dag van de elfde maand
- Verjaardag van Nanyue (南岳誕) - 16e dag van de elfde maand
- Verjaardag van Laozi/Taishanglaojun (太上老君誕) - 16e dag van de elfde maand
- Verjaardag van Lu Ban (鲁班誕) - 20e dag van de elfde maand
- Verjaardag van Tianyou (天猷誕) - 11e dag van de elfde maand
- Offeringsdag aan Taisui - 23e dag van de twaalfde maand
- Offeringsdag aan de Keukengod - 24e dag van de twaalfde maand (gebeurt 's ochtends vroeg)
- Verjaardag van Beidou Xiajiang (北斗下降誕) - 29e dag van de elfde maand
- Verjaardag van Huayan (華嚴誕) - 29e dag van de elfde maand
- Chinese oudejaarsdag - 30e dag van de twaalfde maand
- Dag dat de boeddha's en bodhisattva's naar de wereld afdalen om de mensen te beoordelen op hun goede of slechte hart-30e dag van de twaalfde maand

Tijdschema van de Traditionele Chinese feestdagen (2008-2015):
| Jaar | Chinees Nieuwjaar | Lantaarnfeest | Qingmingfestival | Drakenbootfeest | Eksterfestival | Midherfstfestival | Chongyangfestival | Labafestival |
| ---- | ----------------- | ------------- | ---------------- | --------------- | -------------- | ----------------- | ----------------- | ------------ |
| 2008 | 7 februari        | 21 februari   | 4 april          | 8 juni          | 7 augustus     | 14 september      | 7 oktober         | ?            |
| 2009 | 26 januari        | 9 februari    | 4 april          | 28 mei          | 26 augustus    | 3 oktober         | 26 oktober        | 3 januari    |
| 2010 | 14 februari       | 28 februari   | 5 april          | 16 juni         | 16 augustus    | 22 september      | 16 oktober        | 22 januari   |
| 2011 | 3 februari        | 17 februari   | 5 april          | 6 juni          | 6 augustus     | 12 september      | 5 oktober         | 11 januari   |
| 2012 | 23 januari        | 6 februari    | 4 april          | 23 juni         | 23 augustus    | 30 september      | 23 oktober        | 1 januari    |
| 2013 | 10 februari       | 24 februari   | 4 april          | 12 juni         | 13 augustus    | 19 september      | 13 oktober        | 19 januari   |
| 2014 | 31 januari        | 14 februari   | 5 april          | 2 juni          | 2 augustus     | 8 september       | 2 oktober         | 8 januari    |
| 2015 | 19 februari       | 5 maart       | 5 april          | 20 juni         | 20 augustus    | 27 september      | 21 oktober        | 27 januari   |